# Joseph K. Edgerton

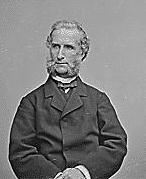
Joseph K. Edgerton

Joseph Ketchum Edgerton (* 16. Februar 1818 in Vergennes, Vermont; † 25. August 1893 in Boston, Massachusetts) war ein US-amerikanischer Politiker. Zwischen 1863 und 1865 vertrat er den Bundesstaat Indiana im US-Repräsentantenhaus.

## Werdegang
Joseph Edgerton war der jüngere Bruder des Kongressabgeordneten Alfred Peck Edgerton (1813–1897) aus Ohio. Er besuchte die öffentlichen Schulen im Clinton County im Bundesstaat New York. Nach einem anschließenden Jurastudium und seiner Zulassung als Rechtsanwalt begann er ab 1839 in New York City in diesem Beruf zu arbeiten. Im Jahr 1844 verlegte er seinen Wohnsitz und seine Anwaltskanzlei nach Fort Wayne in Indiana. In seiner neuen Heimat stieg Edgerton auch in das Eisenbahngeschäft ein. In der Folge wurde er Präsident verschiedener Eisenbahngesellschaften.
Politisch war Edgerton Mitglied der Demokratischen Partei. Bei den Kongresswahlen des Jahres 1862 wurde er im zehnten Wahlbezirk von Indiana in das US-Repräsentantenhaus in Washington, D.C. gewählt, wo er am 4. März 1863 die Nachfolge des Republikaners William Mitchell antrat. Da er im Jahr 1864 gegen Joseph H. Defrees verlor, konnte er bis zum 3. März 1865 nur eine Legislaturperiode im Kongress absolvieren. Diese war von den Ereignissen des Bürgerkrieges bestimmt.
Nach seinem Ausscheiden aus dem US-Repräsentantenhaus zog sich Joseph Edgerton aus der Politik zurück. Er starb am 25. August 1893 in Boston und wurde in Fort Wayne beigesetzt.